# Ocypteromima malaya
Ocypteromima malaya là một loài ruồi trong họ Tachinidae.